# Портрет генерала (картина Тициана)
«Портрет генерала» — картина итальянского художника эпохи Возрождения Тициана, созданная около 1550 года. Принадлежит коллекции Кассельской картинной галереи в Касселе, Германия.

## Создание
Картина Тициана написана около 1550 года в период Чинквеченто.
На портрете в натуральную величину изображен, вероятно, герцог Атри Джованни Франческо Аквавива. По другой версии на картине изображён Николай Радзивилл. Также есть версия, что изображён Ферранте Гонзага (1507-1557). Генерал, изображенный у Тициана в красном одеянии, кольчуге, с копьём и охотничьей собакой, воплощает собой бога войны Марса. Купидон играет с оружием римского бога войны на фоне речного пейзажа, чей слоистый, иллюзорный стиль живописи создает угрожающий атмосферный эффект.
Пейзаж был добавлен художником не ранее 1560 года.

## Выставки и провенанс
Картина выставлялась в Париже в мае 1733 года на аукционе коллекции Шарля Клине де ла Шатеньере, и в 1742 году на аукционе коллекции Витторио Амедео I ди Савойя-Кариньяно.
Портрет генерала был приобретен в Париже в 1756 году для ландграфа Гессен-Кассельского Вильгельма VIII. Художник Жерар Хоэт (нем.) приобрел картину для правителя на аукционе из коллекции Марии-Жозеф д’Остун де ла Бом-Таллар (1683—1755).